# Сельское поселение Инчоун
Се́льское поселе́ние Инчоун — муниципальное образование в Чукотском районе Чукотского автономного округа Российской Федерации.
Административный центр — село Инчоун.

## История
Статус и границы сельского поселения установлены Законом Чукотского автономного округа от 29 ноября 2004 года № 47-ОЗ «О статусе, границах и  административных  центрах муниципальных  образований на территории Чукотского района Чукотского  автономного  округа».

## Население
| 2009 | 2010 | 2012 | 2013 | 2014 | 2015 | 2016 |
| ---- | ---- | ---- | ---- | ---- | ---- | ---- |
| 398  | ↘387 | ↘382 | ↗390 | ↘383 | ↘377 | ↘374 |
| 2017 | 2018 | 2020 | 2021 | 2023 |      |      |
| ↘361 | ↗365 | ↘355 | ↗432 | ↘416 |      |      |

## Состав сельского поселения
| № | Населённый пункт | Тип населённого пункта       | Население |
| - | ---------------- | ---------------------------- | --------- |
| 1 | Инчоун           | село, административный центр | ↘416      |